# Chiesa dell'Immacolata Concezione della Beata Maria Vergine (Voghiera)
La chiesa dell'Immacolata Concezione della Beata Maria Vergine è la parrocchiale di Montesanto, frazione di Voghiera in provincia di Ferrara. Risale al XV secolo.

## Storia
La chiesa venne edificata per volontà di Borso d'Este nel 1471 nell'antica località di Camposanto. Il nome era legato ad una battaglia che si era combattuta su queste terre e venne modificato subito dopo che l'allora marchese di Ferrara ebbe acquistato tutti i terreni attorno dai Pio di Carpi, nel 1470.
Il nuovo nome di Montesanto fu attribuito all'innalzamento di una piccola altura artificiale decisa da Borso per farvi poi costruire una sua villa e la chiesa, una vicina all'altra.
Ottenne dignità parrocchiale nel 1584.
Circa quattro secoli dopo, quando ormai l'antica piccola chiesa versava in pessime condizioni, fu oggetto di una ricostruzione quasi completa.
Negli anni sessanta il luogo di culto, quasi completamente demolito (a parte la torre campanaria) dalle incursioni alleate durante la seconda guerra mondiale, venne ricostruito in forme più moderne.
L'antica villa estense di Borso, che sorgeva accanto alla chiesa, è invece andata perduta in modo definitivo.